# Jean de Birkenfeld-Gelnhausen (1698-1780)
Pour les articles homonymes, voir Jean de Birkenfeld-Gelnhausen.
Titre
Comte palatin de Birkenfeld à Gelnhausen
5 août 1739 – 10 février 1780
(40 ans, 6 mois et 5 jours)
Jean de Birkenfeld-Gelnhausen, (en allemand : Johann Pfalzgraf und Herzog von Zweibrucken-Birkenfeld zu Gelnhausen), né à Gelnhausen le 24 mai 1698 et mort à Mannheim le 10 février 1780, est comte palatin de Birkenfeld à Gelnhausen, en succession de son frère, de 1739 à 1780.

## Biographie

### Famille
Jean de Birkenfeld-Gelnhausen, né à Gelnhausen le 24 mai 1698 est le second fils de Jean de Birkenfeld-Gelnhausen et de sa seconde épouse Esther Marie de Witzleben. Il exerce initialement les fonctions de commandant de toutes les troupes du palatinat, de gouverneur du duché palatin de Jülich et de commandeur de la forteresse de Jülich. Lorsque son frère aîné Frédéric Bernard de Birkenfeld-Gelnhausen meurt le 5 août 1739, Jean de Birkenfeld-Gelnausen lui succède en qualité de comte palatin de Birkenfeld à Gelnhausen.

### Mariage et postérité
Jean de Birkenfeld-Gelnhausen épouse à Dhaun, le 19 août 1743, Sophie-Charlotte de Salm-Dhaun, née à Dhaun le 29 août 1719 et morte à Gelnhausen le 29 mars 1770. Elle est la sixième fille et le septième des dix enfants de Charles Wildgraf zu Dhaun und Kyrburg et de Louise comtesse de Nassau-Sarrebrück à Ottweiler.
De cette union naissent huit enfants, titrés comte et comtesse palatins de Birkenfeld à Gelnhausen :
- Jean Charles Louis de Birkenfeld-Gelnhausen (Gelnhausen 18 septembre 1745 - Mannheim 31 mars 1789), sans alliance, succède à son père en 1780 ;
- Christiane Louise de Birkenfeld-Gelnhausen (Gelnhausen 17 août 1748 - Gera 31 janvier 1829), elle épouse en 1773 le comte Henri XXX Reuss zu Gera (1727-1802), sans postérité ;
- Jeanne Sophie de Birkenfeld-Gelnhausen (Gelnhausen 7 janvier 1751 - Gelnhausen 4 juillet 1752) ;
- Guillaume en Bavière (Gelnhausen 10 novembre 1752 - Bamberg 8 janvier 1837), titré duc en Bavière en 1799, épouse en 1780 Marie-Anne de Deux-Ponts-Birkenfeld à Rappolstein (1753-1827), dont postérité ;
- Frédérique de Birkenfeld-Gelnhausen (Gelnhausen 14 novembre 1753 - morte à Gelnhausen le jour de sa naissance) ;
- Sophie Henriette de Birkenfeld-Gelnhausen (Gelnhausen 29 janvier 1757 - Gelnhausen 30 mai 1760) ;
- Christian de Birkenfeld-Gelnhausen (Gelnhausen 1er août 1760 - Gelnhausen 25 novembre 1761) ;
- Jean de Birkenfeld-Gelnhausen (Gelnhausen 9 novembre 1764 - Gelnhausen 24 mars 1765).

Jean de Birkenfeld-Gelnhausen est le trisaïeul d'Élisabeth de Wittelsbach, impératrice d'Autriche connue sous le nom de Sissi. La famille grand-ducale luxembourgeoise et les familles royales italienne et belge sont des descendantes de Jean de Birkenfeld-Gelnhausen. Il meurt à Mannheim, à l'âge de 81 ans, le 10 février 1780 et son fils aîné Jean Charles Louis de Birkenfeld-Gelnhausen lui succcède.

## Honneurs
- Chevalier de l'ordre de Saint-Hubert (Bavière) ;
- Chevalier de l'ordre du Lion de Bavière (1er janvier 1768).